# Berlin-Charlottenbourg-Nord
Berlin-Charlottenbourg-Nord (en allemand : Berlin-Charlottenburg-Nord [ ʃaʁˈlɔtn̩bʊʁk nɔʁt]) est le nom d'un quartier de Berlin, situé au sein de l'arrondissement de Charlottenbourg-Wilmersdorf depuis la réforme de 2001. Avant cette date, il faisait partie de l'ancien district de Charlottenbourg. Ce quartier comprend essentiellement des grands ensembles résidentiels et des jardins familiaux ; la Cité Siemensstadt à l'ouest est classée au patrimoine mondial des Cités du modernisme de Berlin. Au sud-est se trouve la prison de Plötzensee avec son mémorial.

## Géographie

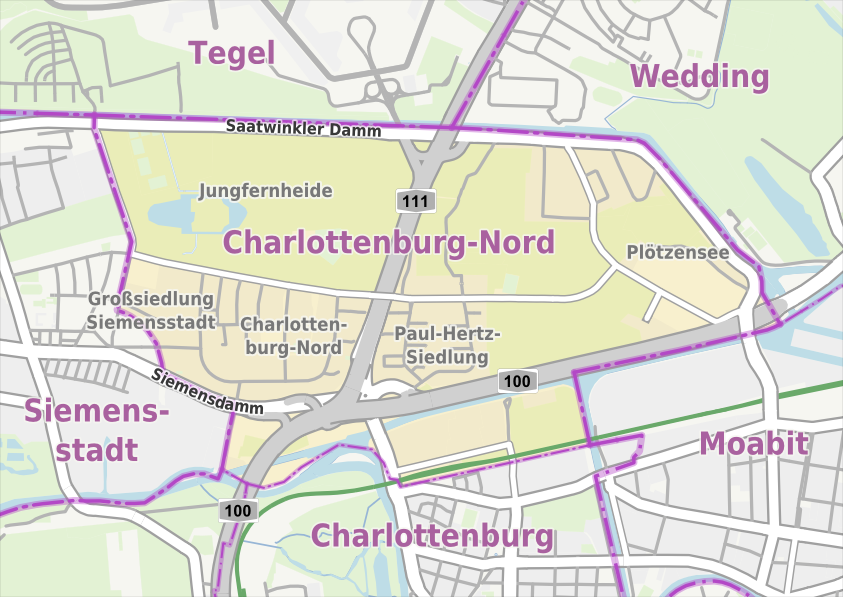
Carte de Charlottenbourg-Nord et des quartiers limitrophes.

Le quartier se trouve au nord de la rivière Sprée et des voies du Ringbahn de Berlin et de la ligne de Berlin à Hambourg. Au nord et à l'est, le canal navigable de Berlin-Spandau (Hohenzollernkanal) le sépare de l'arrondissement de Reinickendorf et de l'arrondissement de Mitte. Il est limité à l'ouest par l'arrondissement de Spandau. Au sud, il confine au quartier de Charlottenbourg.
La Bundesautobahn 100 (Stadtring) parallèle au canal de Westhafen et la Bundesautobahn 111 avec l'accès à l'aéroport de Berlin-Tegel traversent le quartier. Charlottenbourg-Nord intègre, outre la Cité Siemensstadt, les espaces résidentiels Charlottenburg-Nord et Paul-Hertz-Siedlung. Au nord-ouest, le vaste parc public Jungfernheide s'étend jusqu'aux limites de l'arrondissement ; au nord-est se trouve une zone commerciale comprenant entre autres le siège de l'ancienne compagnie Air Berlin.

## Population
Le quartier comptait 19 725 habitants le 1er janvier 2017 selon le registre des déclarations domiciliaires.

## Histoire

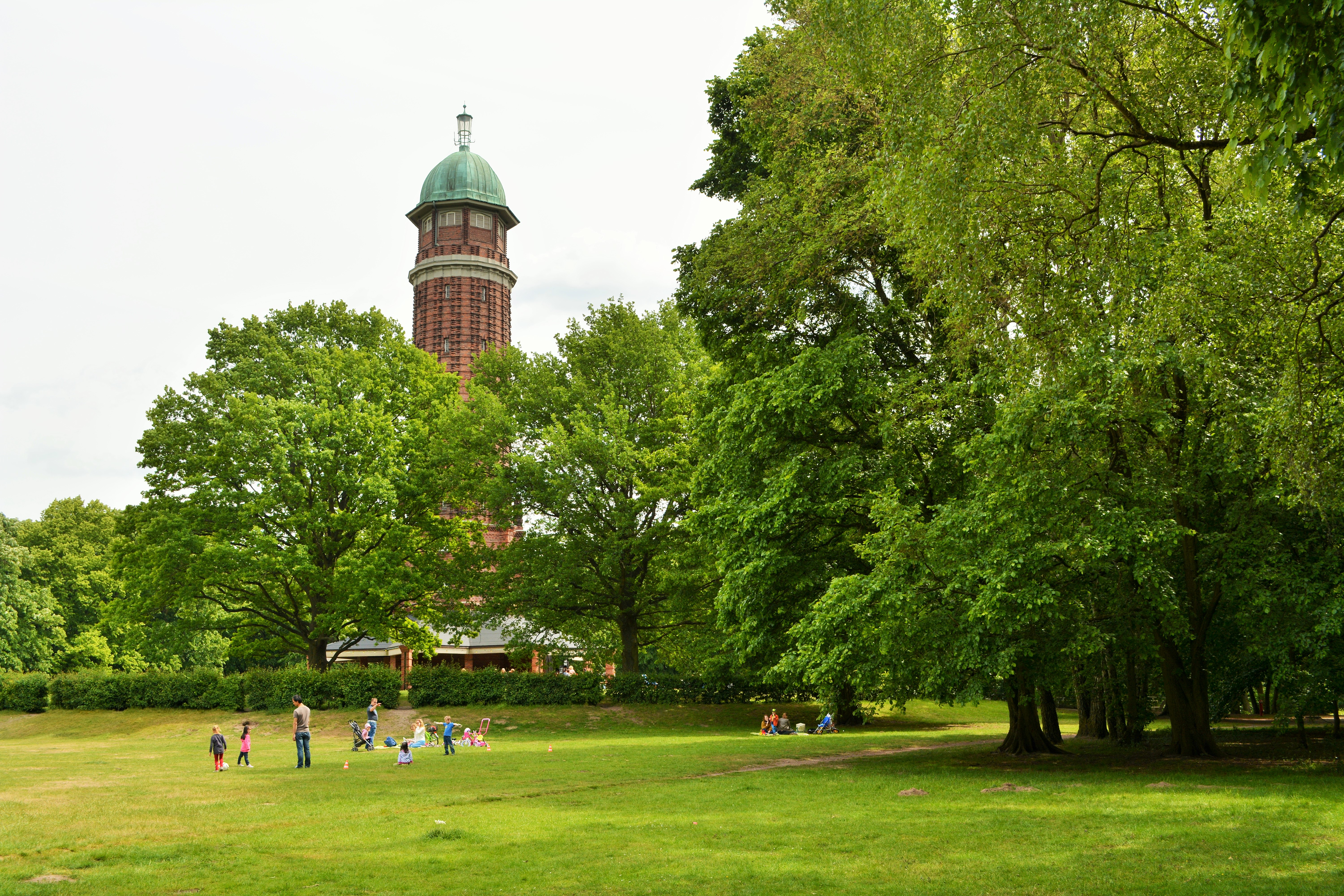
Le château d'eau dans le parc Jungfernheide.

Au Moyen Âge, l'ancien domaine de Jungfernheide, un paysage etendu des forêts et des landes côtières, appartient au couvent des religieuses bénédectines (Jungfern, « vierges ») à Spandau. Après la Réforme protestante, ces terres faisaient partie des terrains de chasse des princes-électeurs de Brandebourg et, plus tard, des rois de Prusse. À partir de 1824, ils comprenaient une zone d'entraînement militaire de l'Armée prussienne. La gare proche de Jungfernheide a été ouverte en 1877. Le projet du jardin public (Volkspark) de Jungfernheide comme il se présente aujourd'hui fut élaboré déjà avant la Première Guerre mondiale ; toutefois, les travaux ne sont effectués qu'à partir de 1920, l'année à laquelle la ville indépendante de Charlottenbourg a été incorporée à Grand Berlin. 
Dans l'extrême sud-est du quartier, la prison de Plötzensee fut construite par l'État prussien dans les années 1868–1879. À l'époque du nazisme, elle était l'un des lieux d'exécution centraux où de nombreux membres de la résistance ont été assassinés. Aujourd'hui, un mémorial se trouve sur le terrain, inauguré en 1952. 
La Cité Siemensstadt, située aux limites avec le quartier voisin de Siemensstadt, a été construite entre 1929 et 1931 selon les plans de Hans Scharoun. L'aménagement de Charlottenbourg-Nord lui-même a commencé seulement après la Seconde Guerre mondiale. Les rues portent les noms des résistants dont beaucoup ont été tués à Plötzensee.
Pendant l'Après-guerre, le district de Charlottenbourg était situé dans la zone d'occupation britannique.

## Transports

### Stations de métro
:
Jungfernheide
Jakob-Kaiser-Platz
Halemweg

### Gares de S-Bahn
(Ringbahn) : 
Jungfernheide

## Personnalités liées à Charlottenbourg-Nord
- Harald Poelchau (1903–1972), pasteur protestant et aumônier à la prison de Plötzensee.